# Gobioides
Gobioides là một chi cá trong họ Oxudercidae.

## Các loài
Các nhà khoa học ghi nhận 5 loài trong chi này như sau:
- Gobioides africanus (Giltay, 1935)
- Gobioides broussonnetii Lacépède, 1800
- Gobioides grahamae G. Palmer & Wheeler, 1955
- Gobioides peruanus (Steindachner, 1880)
- Gobioides sagitta (Günther, 1862)